# Hypochilus
Hypochilus là một chi nhện trong họ Hypochilidae.

## Hình ảnh

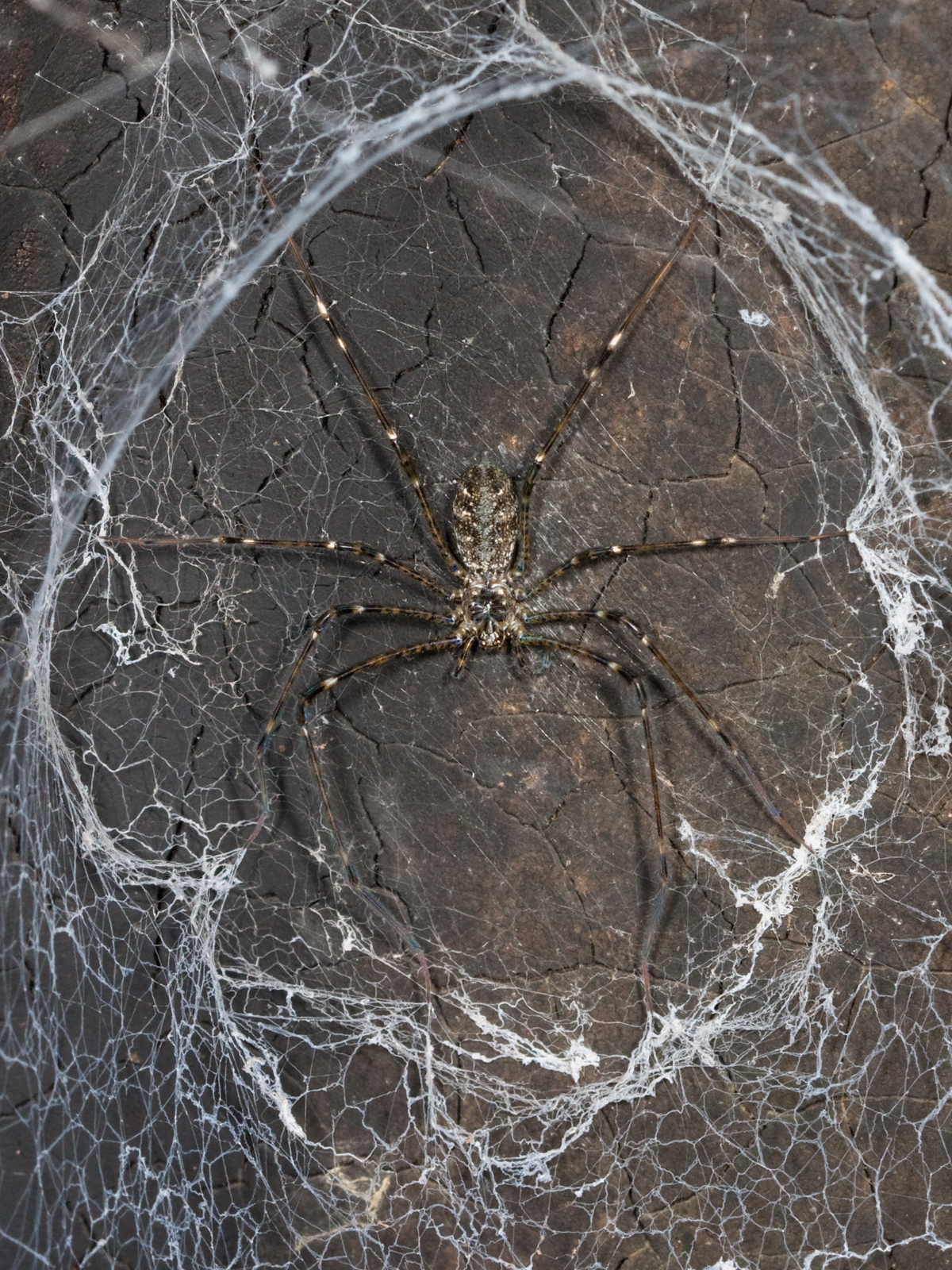
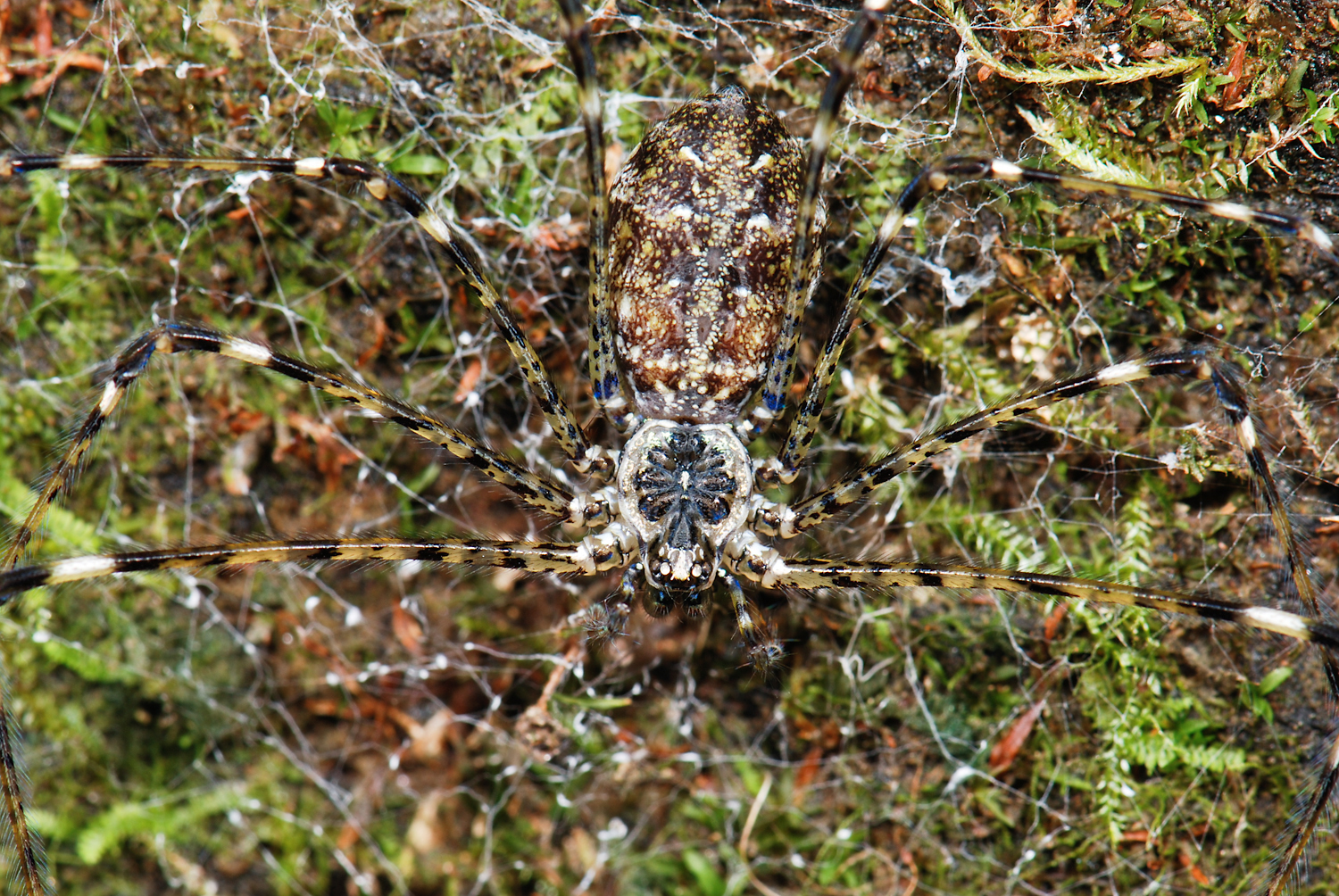
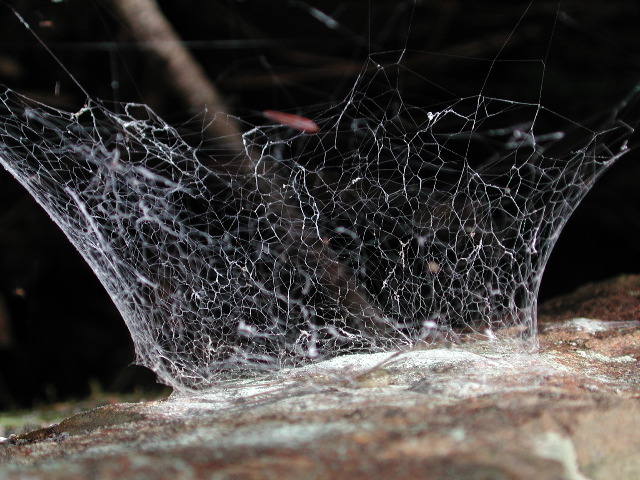
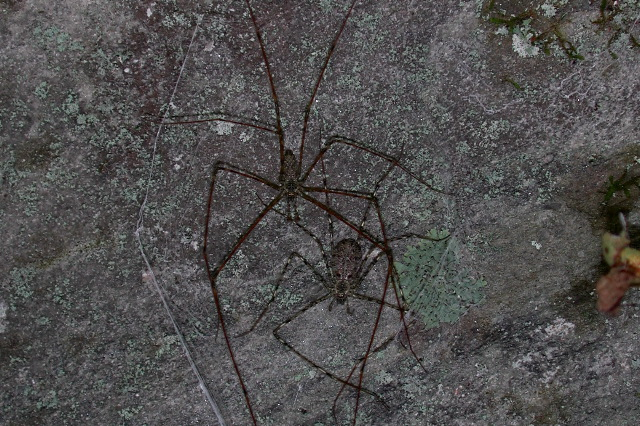